# Tomcattin'
Albums de Blackfoot
Strikes
(1979) Marauder
(1981)
Singles
1. Every Man Should Know (Queenie)
Sortie : 1980
2. On the Run
Sortie : 1980
3. Gimme, Gimme, Gimme
Sortie : 1980

Tomcattin'  est le quatrième album studio du groupe de rock sudiste américain Blackfoot. Il est sorti en juin 1980 sur le label Atco Records.

## Historique
Il est le deuxième album du groupe pour le label majeur Atco Records et comme son prédécesseur, Strikes (1979), il fut enregistré majoritairement dans les studios Subterranean à Ann Arbor dans le Michigan et produit par Al Nalli et Henry Weck. Des enregistrements complémentaires furent effectués dans les studios Roadmaster #2 à Cleveland, Sound Suite à Détroit et Bee Jay à Orlando.
Le groupe continue sur sa lancée en proposant un rock sudiste qui a tendance à se rapprocher du hard rock.
Malgré l'absence de single classé au Billboard Hot 100, l'album se hisse à la 50e place du Billboard 200 aux États-Unis.

## Liste des titres

### Face 1
- Tous les titres sont signés par Rickey Medlocke et Jakson Spires sauf indications.

1. Warped - 4:10
2. On the Run - 2:59
3. Dream On - 5:14
4. Street Fighter (Medlocke, Spires, Charlie Hargrett) - 2:30
5. Gimme, Gimme, Gimme - 4:00

### Face 2
1. Every man Should Know (Queenie) - 3:42
2. In the Night - 3:49
3. Reckless Abandonner - 5:07
4. Spendin' Cabbage - 3:15
5. Fox Chase (Medlocke, Spires, Shorty Medlocke) - 4:22

## Musiciens
- Rickey Medlocke: chant, guitares (rythmique, lead, acoustique 6 & 12 cordes, slide)
- Jakson Spires: batterie, percussions, chœurs
- Charlie Hargrett: guitares (rythmique & lead)
- Greg T. Walker: basse, chœurs

avec
- Pat MacCaffrey: claviers et saxophones
- Henry Weck: percussions
- Shorty Medlocke: harmonica
- Peter Ruth: harmonica (électrique)
- Brandye (Pamela Vincent, Donna Davis & Melodu McCully): chœurs